# Stefan Chrzanowski
Stefan Chrzanowski (ur. 13 sierpnia 1897 w Mariampolu, zm. 11 września 1920 w Lublinie) – oficer armii rosyjskiej, Wojska Polskiego na Wschodzie i Wojska Polskiego w II Rzeczypospolitej, kawaler Orderu Virtuti Militari.

## Życiorys
Urodził się w Mariampolu w rodzinie Wacława i Lucyny ze Skąpskich.
Absolwent gimnazjum klasycznego w Mohylewie oraz Pawłowskiej Szkoły Wojskowej w Piotrogrodzie.
Po ukończeniu szkoły oficerskiej, w 1917 awansowany na stopień podporucznika.
W szeregach armii rosyjskiej brał udział w walkach na Polesiu.
W listopadzie 1917 wstąpił do I Korpusu Polskiego w Rosji  gen. Józefa Dowbora-Muśnickiego. Przebywał w Bobrujsku w składzie Legii Rycerskiej.
Po rozwiązaniu korpusu działał w Polskiej Organizacji Wojskowej na terenie Mohylewa, a następnie służył w szeregach 4 Dywizji Strzelców Polskich gen. Lucjana Żeligowskiego.
Po reorganizacji dywizji, na czele kompanii 31 pułku Strzelców Kaniowskich wziął udział w wojnie polsko-bolszewickiej.
W bitwie pod Zamościem został ciężko ranny i zmarł w wyniku odniesionych ran. Za pełną poświęcenia postawę został pośmiertnie odznaczony Krzyżem Srebrnym Orderu „Virtuti Militari”
Został pochowany na wojskowym cmentarzu w Lublinie.

## Ordery i odznaczenia
- Krzyż Srebrny Orderu Wojskowego Virtuti Militari nr 2186[2]